# Marek Wójcik (urzędnik)
Marek Andrzej Wójcik (ur. 2 lipca 1955 w Lublińcu) – polski samorządowiec, wykładowca akademicki i urzędnik państwowy, z wykształcenia pedagog, w latach 2014–2015 podsekretarz stanu w Ministerstwie Administracji i Cyfryzacji.

## Życiorys
Pełnomocnik do spraw legislacyjnych zarządu Związku Miast Polskich.
Członek kadry olimpijskiej w lekkiej atletyce, trener kadry narodowej, prezes klubu CKS Budowlani Częstochowa (I liga w lekkiej atletyce).
Nauczyciel w Szkole Podstawowej nr 31 i IV Liceum Ogólnokształcącego im. Henryka Sienkiewicza w Częstochowie.
Pracował jako sekretarz w urzędzie miejskim w Częstochowie. Następnie przeniósł się do miejscowości Uhryń na Sądecczyźnie. Został dyrektorem urzędu Sądeckiej Miejskiej Strefy Usług Publicznych (pilotaż samorządu powiatowego) oraz członkiem zarządu powiatu nowosądeckiego. Następnie kierował biurem Związku Powiatów Polskich. Członek Komisji Wspólnej Rządu i Samorządu oraz uczestniczył w pracach Komisji Trójstronnej Społeczno-Gospodarczej i Radzie Dialogu Społecznego. Pracował jako ekspert w Związku Miast Polskich oraz Kancelarii Prezesa Rady Ministrów do spraw reformy samorządowej.
Doradca ministra zdrowia w zakresie restrukturyzacji szpitali oraz sekretarz zespołu ds. decentralizacji przy ministrze administracji i cyfryzacji. Należał do komitetów monitorujących wykorzystanie funduszy unijnych.
Wykładowca Uniwersytetu Ekonomicznego w Krakowie, Uniwersytetu Medycznego w Łodzi, Wyższej Szkoły Biznesu – National-Louis University w Nowym Sączu, Uczelni Łazarskiego w Warszawie, Szkoły Głównej Handlowej oraz Wyższej Szkoły Biznesu i Przedsiębiorczości w Ostrowcu Świętokrzyskim.
Współautor kilkuset publikacji oraz koordynator i trener projektów z zakresu funkcjonowania administracji publicznej, podmiotów gospodarczych, przedsiębiorczości, finansów publicznych, funduszy przedakcesyjnych i strukturalnych, zarządzania projektami, budowania partnerstw lokalnych, kształcenia zawodowego, zarządzania w administracji. Był redaktorem naczelnym dzienników „Warto Wiedzieć” oraz „SamorządTak”.
Licencjonowany, zawodowy zarządca nieruchomości. Posiada uprawnienia do zasiadania w radach nadzorczych w spółkach skarbu państwa. Członek rad nadzorczych firm z branży energetycznej, paliwowej, transportowej oraz informatycznej. Członek Rady do spraw Zdrowia Publicznego oraz członek i przewodniczący Rady Małopolskiego Oddziału Wojewódzkiego Narodowego Funduszu Zdrowia. Założyciel i pierwszy dyrektor Narodowego Instytutu Samorządu Terytorialnego.
1 grudnia 2014 powołany na stanowisko wiceministra administracji i cyfryzacji, odpowiedzialnego za legislację i kontakty z samorządami. Zrezygnował z funkcji 4 sierpnia 2015.
W działalności społecznej m.in.: Członek Rady Fundacji Chrobrego, Prezes Zarządu Stowarzyszenia Demokracja I Gospodarka, Przewodniczący Rady Społecznej SPZOZ Sądeckie Pogotowie Ratunkowe, Członek Zarządu Stowarzyszenia Wspierania Przedsiębiorczości” Klub Sądecki”, Sekretarz Zarządu Małopolskiej Organizacji Turystycznej, Sekretarz Zarządu Stowarzyszenia imienia Świętego Floriana, Wiceprezes Zarządu Stowarzyszenia „Ziemia Sądecka”, Członek Zarządu Polskiego Związku Lekkiej Atletyki, Członek Zarządu CKS Budowlani Częstochowa.